# سارگیس قوندیان
سارگیس هاروتیونی قوندیان (ارمنی: Սարգիս Հարությունի Ղևոնդյան؛  زادهٔ ۱۹۰۴ - درگذشته ۷ یا ۷ دسامبر ۱۹۷۶ دسامبر ۱۹۷۵) دام‌پزشک، استاد و سیاستمدار اهل ارمنستان بود.

## زندگی‌نامه
وی در ۱۹۰۴ در تفلیس به دنیا آمد و از آکادمی دولتی دام‌پزشکی و زیست‌فناوری اسکریابین مسکو فارغ‌التحصیل گشت. همچنین برندهٔ جوایزی همچون نشان لنین، نشان پرچم سرخ کار و نشان جنگ میهنی (درجه یک) شده است. وی در ۷ دسامبر ۱۹۷۵ یا ۷ دسامبر ۱۹۷۶ در سن ۷۱ سالگی در ایروان درگذشت.

## یادداشت
1. ↑  անասնաբուժական գիտությունների դոկտոր
2. ↑  Մոսկվայի Կ. Սկրյաբինի անվան անասնաբուժության և կենսատեխնոլոգիայի պետական ակադեմիա